# سینتیا آکو
سینتیا آکو (انگلیسی: Cynthia Aku؛ زادهٔ ۳۱ دسامبر ۱۹۹۹) بازیکن فوتبال اهل نیجریه است.
وی همچنین در تیم ملی فوتبال زنان نیجریه بازی کرده‌است.